# Las Vegas Bowl 1995
Der Las Vegas Bowl 1995 war ein Bowl Game der National Collegiate Athletic Association (NCAA) zwischen den Toledo Rockets und den Nevada Wolf Pack. Die Rockets gewannen das Spiel mit 40:37 in der Overtime. Gleichzeitig war es das erste Spiel mit Beteiligung eines NCAA I-A-Teams, das in die Overtime ging.

## Hintergrund
Die NCAA führte zur Postseason 1995 die Overtime ein. Stand nach der regulären Zeit kein Sieger fest, so bekam jedes Team die Chance von der gegnerischen 25-Yard-Linie einen Drive zu beginnen. Der Las Vegas Bowl war das erste Bowlspiel der Saison und fand vor 11.127 Zuschauern im Sam Boyd Bowl statt. Für das Spiel qualifizierten sich die Wolf Packs mit neun Siegen und drei Niederlagen, während die im AP Poll an Nummer 25 gerankten Rockets ungeschlagen waren und mit einer Bilanz von 10-0-1 das Spiel bestritten.

## Spielverlauf
Beide Mannschaften waren sehr offensivstark. Die Defense der Wolf Pack war im ersten Viertel stark gegen den Lauf und ließ Wasean Tait nur sieben Yards erlaufen. Im zweiten Viertel konnte er hingegen durchbrechen und erzielte Touchdowns nach Läufen über 18 und 31 Yards. Mitte des zweiten Viertels führten die Rockets bereits mit 21:7. Anfang des letzten Viertels erlief Tait einen Touchdown über 26 Yards und erhöhte die Führung der Rockets auf 34:24. Die Rockets gaben diese Führung jedoch her. Nach einem Fumble von Tait, einer von vier Turnovern der Rockets in diesem Spiel, eroberten die Wolf Packs den Ball an Toledos Vier-Yard-Linie. Von dort aus konnten sie bei noch 9:28 Minuten verbliebener Spielzeit durch ein 26-Yard-Field-Goal den Ausgleich erzielen. Beide Mannschaften erzielten keine Punkte in der restlichen regulären Spielzeit und das Spiel ging in die Overtime. Toledo gewann den Münzwurf und entschied sich zuerst zu verteidigen. Diese Entscheidung wurde von Fans beider Lager mit Buh-Rufen begleitet. Die Wolf Packs kamen in ihrem Drive nicht über ein 22-Yard-Field-Goal hinaus. Toledo brauchte in ihrem Drive nur vier Spielzüge, um zu punkten, nachdem Tait mit einem Zwei-Yard-Lauf den siegbringenden Touchdown erzielt hatte.